# Enschede vasútállomás
Enschede vasútállomás vasútállomás Hollandiában, Enschede városában.

## Vasútvonalak
Az állomást az alábbi vasútvonalak érintik:
- Zutphen–Glanerbeek-vasútvonal

## Kapcsolódó állomások
A vasútállomáshoz az alábbi állomások vannak a legközelebb:
- Enschede Drienerlo vasútállomás
- Enschede De Eschmarke vasútállomás